# Huntington Park
Huntington Park ist eine Stadt im Los Angeles County im US-Bundesstaat Kalifornien, Vereinigte Staaten. Das Stadtgebiet hat eine Größe von 7,8 km². Das U.S. Census Bureau hat bei der Volkszählung 2020 eine Einwohnerzahl von 54.883 ermittelt.
Benannt wurde die Stadt nach dem Geschäftsmann Henry E. Huntington (1850–1927).

## Söhne und Töchter der Stadt
- Tex Winter (1922–2018), Basketballtrainer
- Ronald Finley (1940–2016), Ringer
- Elton Gallegly (* 1944), Politiker
- Daniel Kosakowski (* 1992), Tennisspieler

ebenso:
- Slayer, Thrash-Metal-Band